# Leptotrichum vallis-gratiae
Leptotrichum vallis-gratiae là một loài rêu trong họ Ditrichaceae. Loài này được Lindb. Hampe mô tả khoa học đầu tiên năm 1873.